# 肯·鮑曼
肯·鮑曼（英語：Ken Baumann，1989年8月8日—）是美國的一位演員。他出生在伊利諾伊州，成長在得克薩斯。他也是一位作家，出版過兩本小說。

## 外部連結
- Ken Baumann's website （页面存档备份，存于）
- 肯·鮑曼在互联网电影资料库（IMDb）上的資料（英文）